# Eucereon nigripalpis
Eucereon nigripalpis är en fjärilsart som beskrevs av M.Gaede 1926. Eucereon nigripalpis ingår i släktet Eucereon och familjen björnspinnare. Inga underarter finns listade i Catalogue of Life.